# Grigore al III-lea Ghica

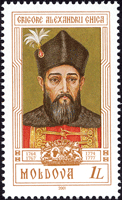
Timbru din Republica Moldova

Grigore al III-lea Ghica, sau Grigore al III-lea Alexandru Ghica (n. 1724 – d. 12 octombrie 1777, Iași, Moldova), a fost domn al Moldovei de două ori: 18 martie 1764 - 23 ianuarie 1767 și septembrie 1774 - 1 octombrie 1777 și al Țării Românești: 17 octombrie 1768 - 5 noiembrie 1769.

## Biografie
Era fiul lui Alexandru Matei Ghica, cu funcția de dragoman, care a fost decapitat de Poartă și nepot de frate al lui Grigore Ghica al II-lea. Grigore al III-lea Ghica a avut o soră, Caterina (sau Catinca), măritată cu hatmanul grec Dumitru Sulgearoglu (numit și Dimitrie Gheorghiadis Sulgearoglu). Descendenții Caterinei au purtat numele mamei, Ghica, așa cum precizează Dora d'Istria în  scrierea sa Gli Albanesi in Rumenia (1871): „[Costachi Ghica], Figlio di Caterina, sorella di Gregorio III, maritata a Demetrio Sutziaroglu. I discendenti di Caterina portano il nome della madre”. Ca domn se arată dușman Austriei și prieten Rusiei, iar intrigile îl ajută mult în politica dusă față de turci. Pe plan intern a regularizat strângerea birurilor și a pus capăt abuzurilor. A înființat o fabrică de postav la Chipirești, lângă Jijia și a zidit lângă Mitropolie o școală ca urmare a reorganizării învățământului, gândită de el. Prin măsurile luate, a reușit să aducă țara la o relativă bunăstare.
Înlocuit cu Grigore Callimachi în 1767, câștigă tronul Țării Românești, de unde, cu ocazia ocupării Principatelor de către ruși, se lasă luat prizonier și dus în Rusia. Tronul Moldovei îl recâștigă după Tratatul de la Kuciuk-Kainargi în 1774. Este înscăunat ca domn în septembrie 1774, dar firmanul de numire sosește la Iași la 9 octombrie 1774. Austria s-a înțeles în secret cu Rusia și în 1775 obține de la Poartă nord-vestul Moldovei pe care avea s-o denumească „Bucovina”, cu toate că domnitorul și boierii au protestat vehement. Astfel, vechile ținuturile Cernăuți, Storojineț, în mare măsură Suceava cu Putna lui Ștefan cel Mare și alte mănăstiri ctitorite de acesta au fost anexate de către Austria. Într-o „depeșă” către Poartă Ghica Vodă scria: „Partea ocupată a Moldovei [Bucovina] întrece în îmbelșugare și valoare toată celaltă parte a țării.” Deoarece a protestat împotriva pierderii acestui teritoriu, austriecii au cerut turcilor să-l înlăture. Aceștia au trimis un capugiu (agent executor), Ahmed Cara Hisarli-aga, la curtea lui Grigore, cu porunca de a-i comunica mazilirea și de a-l aduce viu sau mort la Istanbul; acesta l-a ucis în noaptea de 12 spre 13 octombrie 1777, la orele 3–4 dimineața, spre indignarea opiniei publice europene. Capugiul, ajuns la Iași, a întins domnitorului o cursă: s-a prefăcut bolnav și l-a invitat la hanul din Beilic, unde erau găzduiți  dregătorii turci, în trecere prin capitala Moldovei, să-i citească firmanul împărătesc. Domnitorul, imprudent, nu și-a luat cu el decât pe șeful gărzii, tufecci-bașa, cu doi copii de casă, trei boiernași și un vtori cămăraș [vtori= al doilea; cămăraș= boier care avea grija camerei lui vodă, șambelan].Când a pătruns în camera capugiului, domnitorul văzându-se înconjurat de turci înarmați, și-a dat seama de primejdie. Era însă prea târziu. Capugiul a cerut tabac și, întinzându-i tabachera, a făcut totodată semn haznatarului să-l lovească cu hangerul. Apoi, turcii îl decapitează și, coborându-i corpul pe fereastră, îl îngroapă în fundul grădinii. Scena asasinatului este descrisă cu unele modificări în : "i s-a servit cafea și, când s-a aplecat să ia ceașca, la un semn al emisarului turc, garda turcească a tăiat capul domnitorului și i-a aruncat trupul pe fereastră. Și astfel, murea în încleștare cu asasinii săi Grigore al III-lea al Moldovei, la 1 octombrie 1777, capul său fiind dus la Istanbul, trupul fiindu-i înmormîntat la mănăstirea Sf. Spiridon din Iași.  În timpul cât a fost domnitor s-a confruntat și cu opoziția unor mari boieri din Moldova care insistau asupra măririi numărului zilelor de boieresc  până la 36. [boieresc= obligație a țăranilor de a munci în folosul boierului, în schimbul unui lot de pământ, dat în folosință].
Profesorul și istoricul Ion Nistor, în lucrarea sa Istoria Bucovinei reproduce însemnările unui corespondent din Istanbul, datate la 19 noiembrie 1777, privind cauza asasinării domnitorului Moldovei din ordinul sultanului "...districtul Bucovinei a fost principala cauză a asasinării principelui Ghica. Acest domn nu voia cu nici un preț să consimtă la cesiunea Bucovinei în favoarea Austriei. Precum se vede el se comporta ca un suveran independent."
În lucrarea sa despre Familia Sion, Gh.Ungureanucitează descrierea omorârii lui Grigore Ghica Vodă, făcută în cronica scrisă de Iordachi Sion și continuată de fiul său Antohi: "Let 1777 (7286) în 1 a lui Octomvrie de când au venit un capigi-bașa cu poruncă di la Poartă di au mazilit pre Grigori Vodă Ghica și la trii ciasuri și jumătate di noapte l-au tăet la casele din Beilic, o vai de dânsul cum l-au omorât și ce fel de moarte au murit săracul -și pi Doamna lui și beizadelile i-au luat și i-au dus la Țarigrad  - o vai  de dânșii..."
Este înmormântat la biserica Sfântul Spiridon din Iași, sub piatra a cărei inscripție (în grecește) amintește că: „Această piatră frumos sculptată ascunde trupul aceluia care a fost  din neamul strălucit al Ghiculeștilor, al lui Grigorie renumitul domn al dacilor, cel înveșmântat în evlavie și coborâtor din mari strămoși fiind răpit de moarte înainte de vreme iar acum locuiește în lăcașurile cerului.
În literatură este întâlnit ca personaj principal al primei piese de teatru scrise în limba română: Occisio Gregorii in Moldavia Vodae tragice expressa.

## Familia lui Grigore al III-lea Ghica
Grigore al III-lea Ghica a fost căsătorit cu Ecaterina Rizo Rangabe și a avut cu aceasta o fiică, Elena Ghica Catargi. A fost nepotul din partea tatălui al lui Grigore al II-lea Ghica. Ecaterina (sau Catinca), sora lui Grigore al III-lea Ghica a avut doi fii, Iordachi și Costachi Ghica și o fiică măritată cu Constantin  Moruzi.Iordachi (Iordache) Ghica a devenit vel hatman în 1775, vel vornic în 1786 și vel logofăt în 1793, fiind o perioadă, după decapitarea lui Grigore al III-lea Ghica, și bei de Mitilene (1777-1783).El a fost căsătorit de două ori, întâi cu Anastasia Grigore Costache, apoi cu Ruxandra Dumitru Moruzi.